# Melitonympha
Melitonympha é um gênero de mariposa pertencente à família Acrolepiidae.